# あずきミュージアム

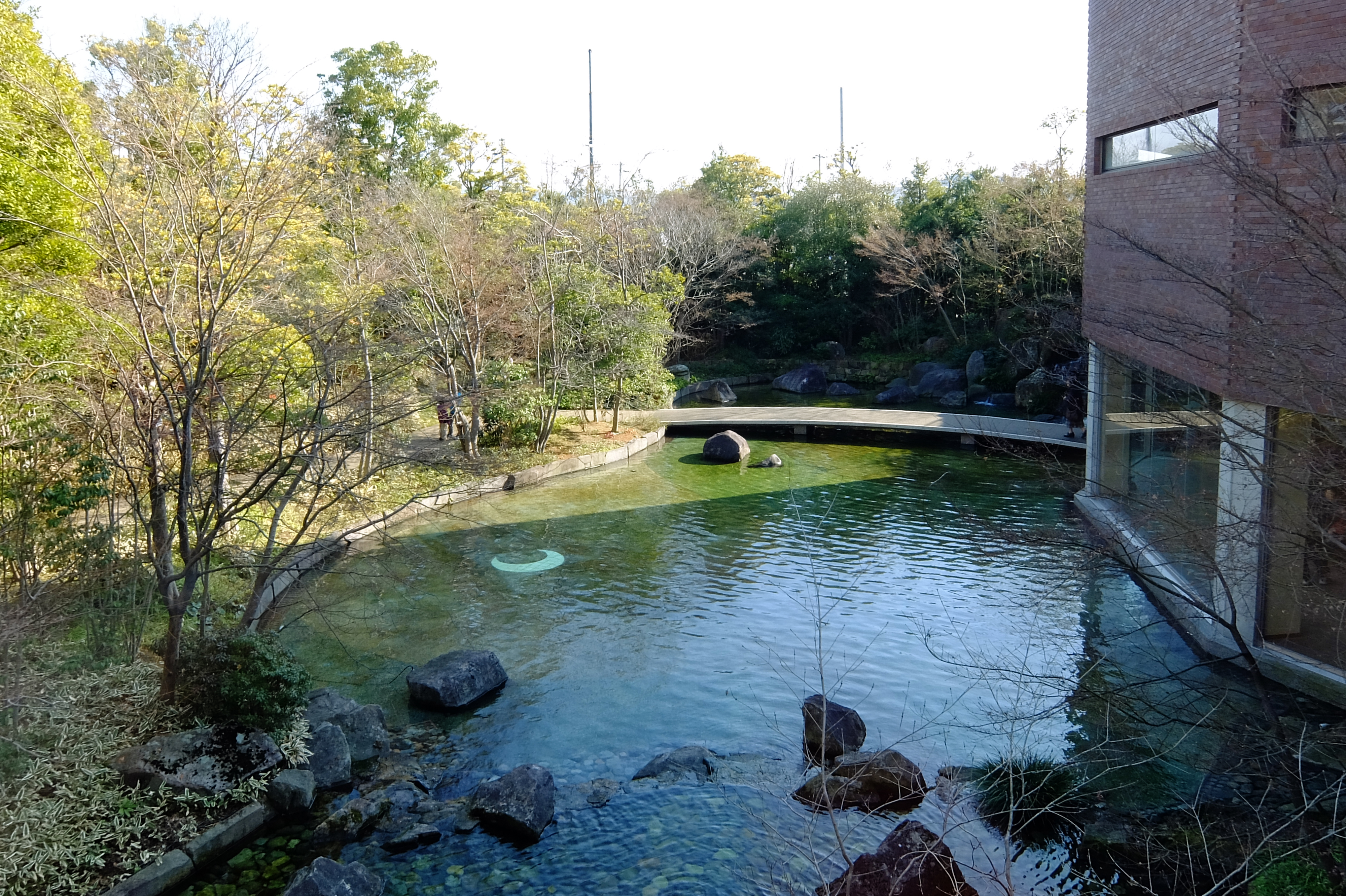
博物館（右端）と庭園

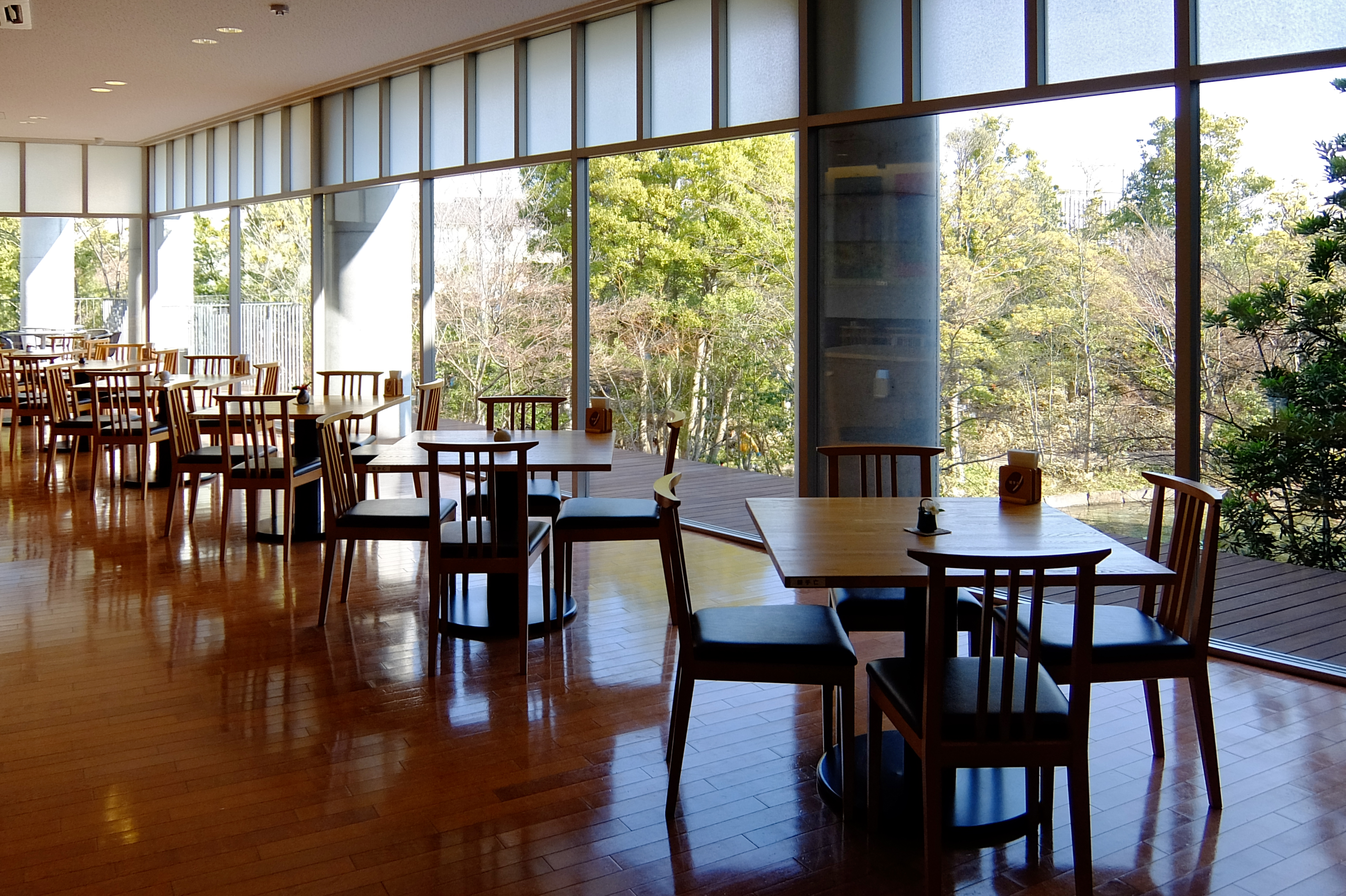
ミュージアムレストラン

あずきミュージアムは、 御座候が兵庫県姫路市の本社工場の隣地に庭園・レストランと一体化させ、2009年にオープンした、アズキをテーマとする世界初の博物館である。正式名は、御座候あずきミュージアム。

## 概要
地元で「回転焼の老舗」として知られる和菓子メーカー御座候が、餡の主原料であるアズキの文化の伝承と創造活動の拠点とすべく2009年に開設した企業博物館施設である。博物館は、「あずき文化」を伝えるため、アズキの原産地である照葉樹林帯をイメージした里山庭園と一体で設計されている。外壁をアズキ色に施された博物館の内部は、各階に跨って展示室が配置され、吹き抜けの展示室に置かれた実物10倍大の模型「10倍アズキ」を中心に、同心円状の回遊動線が設けられている。付属施設としては、アズキ料理を提供するレストラン、アズキの調理体験室等がある。展示テーマであるアズキへの拘りとユニークな展示方法が評価され、2013年日本展示学会賞作品賞を受賞した。設計と施工は、館建物については鹿島建設グループが、庭園については好古園（姫路城敷地内の日本庭園）を手掛けた大北美松園が担った。

## 施設
- シアター
- 調理体験室
- ミュージアムショップ
- ミュージアムレストラン

## ミュージアムキャラクター
当館マスコットキャラクターの「あずきさん」は、「ミュージアムキャラクターアワード2012」で優勝した。
- あずきさん
- 豆太郎
- 豆次郎

## 利用情報
- 開館時間：10:00 - 17:00（入館は16:00まで）
- 休館日：火曜日、年末年始（ほか臨時休館あり）

## 建築概要
- 設計：KAJIMA DESIGN（建築）＋大北美松園（造園）
- 施工：鹿島建設＋大北美松園
- 起工：2008年4月
- 竣工：2009年5月
- 構造規模：RC造 地上2階
- 敷地面積：8,419.75 m2
- 建築面積：1,177.51 m2
- 延床面積：2,315.24 m2
- 最高高：11.95 m

## 交通アクセス
- JR神戸線・山陽新幹線 姫路駅 徒歩10分
- 山陽電鉄 山陽姫路駅 徒歩10分